# Physopleurus maillei
Physopleurus maillei är en skalbaggsart som först beskrevs av Audinet-serville 1832.  Physopleurus maillei ingår i släktet Physopleurus och familjen långhorningar.
Artens utbredningsområde är Paraguay. Inga underarter finns listade i Catalogue of Life.